# Ди Лука, Данило
Дани́ло Ди Лу́ка (итал. Danilo Di Luca; род. 2 января 1976 года в Спольторе) — итальянский профессиональный шоссейный велогонщик, выступающий за команду Acqua & Sapone. Победитель UCI ProTour (2005), Джиро д’Италия (2007), Джиро ди Ломбардия (2001), Амстел Голд Рейс (2005), Флеш Валонь (2005), Льеж — Бастонь — Льеж (2007). Отбывал двухлетнюю дисквалификацию, отсчитываемую с 22 июля 2009 года, за применение содержащего эритропоэтин препарата CERA; за сотрудничество со следствием добился сокращения дисквалификации на 9 месяцев.

## Карьера
Ди Лука дебютировал в велосоревнованиях в восьмилетнем возрасте, выиграв гонку в Печчано. Первый профессиональный контракт был им подписан в 1998 году. В том же году выиграл молодёжный Джиро д’Италия, а также завоевал бронзовую медаль на молодёжном чемпионате мира в Валькенбурге, уступив Ивану Бассо и Риналдо Ночентини. В 1999 году он перешёл в «Cantina Tollo», где показал ряд отличных результатов, включая 2 победы на этапах Джиро д’Италия, увенчавшихся победой на Джиро ди Ломбардия 2001 года.
В 2002 году Ди Лука перешёл в «Saeco». Лидируя на Туре Басконии, Ди Лука на последнем этапе этапе, горной разделке, уступил победу Андреасу Клёдену. Годы в «Saeco» оказались не очень удачными: руководство не видело в Ди Луке лидира, что усугублялось его частыми травмами. В 2004 году итальянские службы провели расследование по поводу возможного употребления Ди Лукой запрещённых препаратов. Якобы существуют записи телефонных разговоров, где Ди Лука обсуждает с Эдди Маццолени эти препараты. Расследование привело к пропуску Ди Лукой Тур де Франс 2004.
Успехи итальянца возобновились с его переходом в «Liquigas» в 2005 году. В апреле он выиграл Тур Басконии и 2 классики (Амстел Голд Рейс и Флеш Валонь), затем 2 этапа Джиро д’Италия (4-е место в генеральной классификации), а в итоге финишировал первым в дебютном сезоне UCI ProTour. В 2006 году Ди Лука сошёл с Тур де Франс из-за инфекции мочевыводящих путей, но восстановился к Вуэльте. Там он выиграл 5-й этап и на 2 дня захватил золотую майку. Однако общим впечатлением после триумфального прошлого сезона было разочарование.
Весной 2007 года Ди Лука победил на классиках Милан — Турин и Льеж — Бастонь — Льеж. В мае он выиграл 4-й и 12-й этапы Джиро д’Италия, после чего победил и в итоговой классификации. После гонки было обнаружено, что уровень гормонов у Ди Луки подозрительно низкий. Итальянские службы пытались определить, является ли это следствием тяжелейшей гонки или маскировкой какого-то запрещённого препарата. 28 сентября из-за скандала Ди Лука снялся с чемпионата мира. Ди Лука лидировал перед последней гонкой UCI ProTour 2007, с которого он был снят как фигурант дела «Нефть для наркотиков».
2008 год оказался для Ди Луки относительно тихим, так как его новая команда, «LPR Brakes-Ballan», не была приглашена на многие престижные гонки. Титул Джиро был потерян, когда Ди Лука добрался до Рима 8-м. Однако в 2009 году он выиграл на Джиро 2 этапа, спринтерскую классификацию, и до последнего этапа боролся за победу, уступив в итоге Денису Меньшову всего 41 секунду. Однако 22 июля было объявлено, что допинг-пробы Ди Луки от 20 и 28 мая дали положительный результат на эритропоэтиносодержащий запрещённый препарат CERA. Были перепроверены биологический паспорт и предыдущие тесты спортсмена, после чего 8 августа положительные результаты были подтверждены. 1 февраля 2010 года НОК Италии дисквалифицировал Ди Луку на 2 года, считая с 22 июля 2009 года. Также он должен выплатить штраф в 280 000 евро и оплатить затраты на тесты. Ди Лука в который раз заявил о своей невиновности и готовности отстаивать её в судах высших инстанций. 15 октября 2010 года за сотрудничество со следствием дисквалификация была сокращена на 9 месяцев и 7 дней (то есть закончилась в этот день).
В январе 2011 года стало известно, что грядущий сезон итальянец будет выступать за российскую «Team Katusha», причём скомпрометированный гонщик не будет получать заработную плату. Ди Лука стартовал на Джиро д’Италия, однако успехов в первом после возвращения сезоне не добился, и покинул команду.
В мае 2013 Ди Лука стартовал на Джиро-2013 за команду Vini Fantini-Selle Italia.
24 мая у Ди Луки вновь был обнаружен эритропоэтин во внесоревновательной допинг-пробе, взятой 29 апреля 2013 года.. 14 октября Национальный олимпийский комитет Италии (CONI) потребовал пожизненной дисквалификации Данило Ди Луки.

## Победы
1999 год
- 4-й этап Джиро д’Абруццо

2000 год
- GP Industria & Artigianato di Larciano
- Трофео Панталика
- 5-й этап Джиро д’Италия
- 3-й и 6-й этапы Джиро д’Абруццо
- 2-й этап Тура Басконии

2001 год
- Джиро ди Ломбардия
- 4-й этап Джиро д’Италия

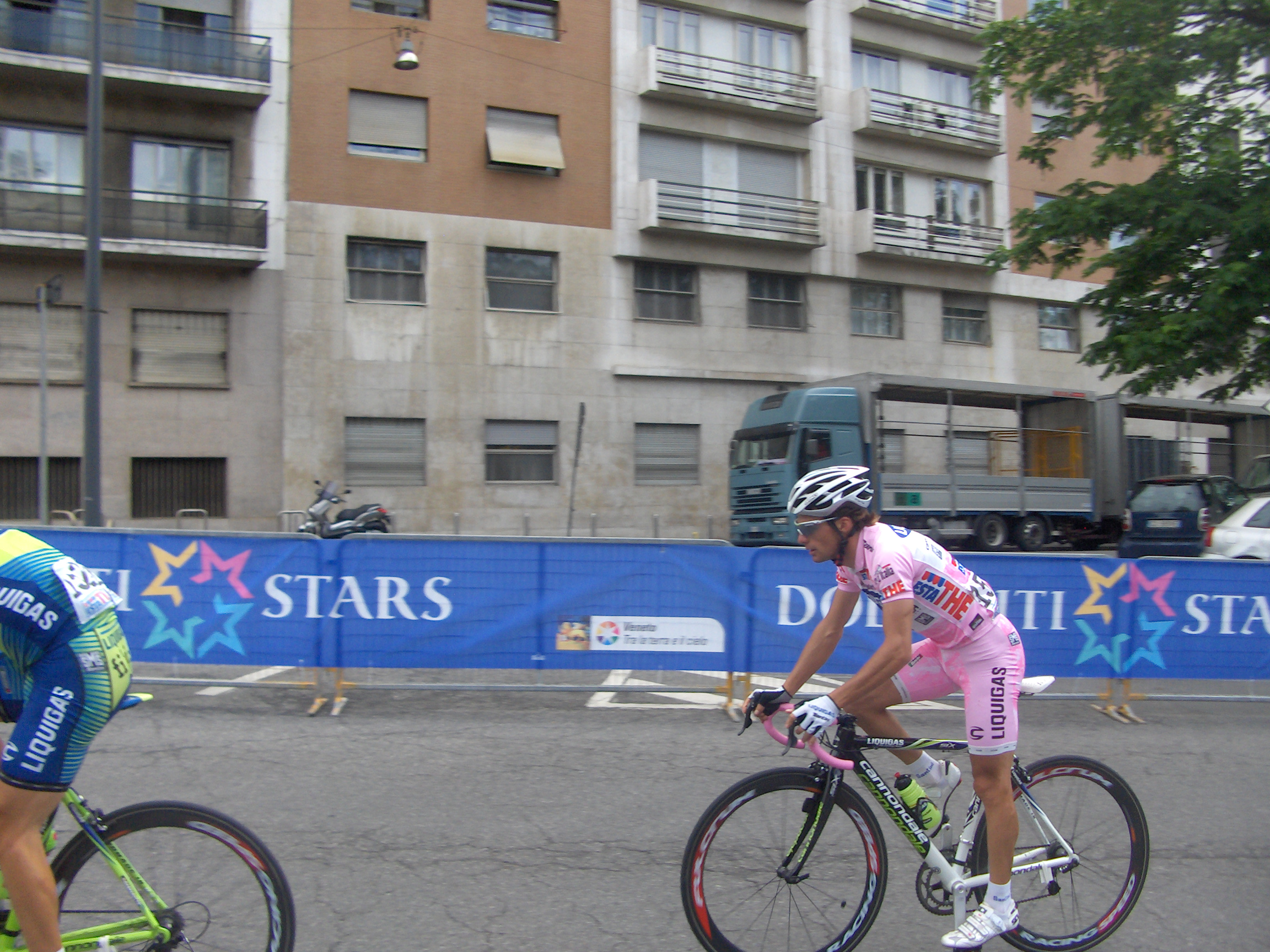
Ди Лука в розовой майке лидера Джиро д’Италия 2007

- Генеральная классификация и 5-й этап Джиро д’Абруццо

2002 год
- Джиро дель Венето
- Гран-при Фреда Менгони
- Trofeo Laigueglia
- 3-й и 5-й этапы Тиррено — Адриатико
- Вуэльта Валенсии
- 2-й этап Вуэльты Испании

2003 год
- Коппа Плаччи
- Tre Valli Varesine
- 6-й этап Тиррено — Адриатико
- Генеральная классификация и 3-й «Б» этап Тура Лигурии

2004 год
- Трофео Маттеотти
- Тур Бриксии
- 4-й этап Вуэльты Мурсии

2005 год
- UCI ProTour
- Амстел Голд Рейс
- Флеш Валонь
- Генеральная классификация и 1-й этап Тура Басконии
- 3-й и 5-й этапы Джиро д’Италия

2006 год
- 5-й этап Вуэльты

2007 год
- Милан — Турин
- Льеж — Бастонь — Льеж
- 3-й этап Коппи-э-Бартали
- Генеральная классификация, 4-й и 12-й этапы Джиро д’Италия

2008 год
- Генеральная классификация и 4-й этап Settimana Ciclistica Lombarda
- Горная классификация Тура Британии
- Джиро дель Эмилия

2009 год
- 1-й этап Settimana Ciclistica Lombarda
- 4-й этап Джиро дель Трентино

## Выступления на супервеломногодневках
| Гранд Тур       | 1999 | 2000 | 2001 | 2002 | 2003 | 2004 | 2005 | 2006 | 2007 | 2008 | 2009 | 2010 | 2011 |
| --------------- | ---- | ---- | ---- | ---- | ---- | ---- | ---- | ---- | ---- | ---- | ---- | ---- | ---- |
| Джиро д’Италия  | НФ   | НФ   | 24   | -    | -    | -    | 4    | 23   | 1    | 8    | ДСК  | -    | 69   |
| Тур де Франс    | -    | -    | -    | -    | НФ   | -    | НФ   | -    | -    | -    | -    | -    | -    |
| Вуэльта Испании | -    | -    | -    | 20   | -    | ?    | НФ   | -    | -    | -    | -    | -    | -    |